# Bilsko (Petite-Pologne)
Pour les articles homonymes, voir Bilsko.
Bilsko (prononciation : [ˈbʲilskɔ]) est une localité polonaise de la gmina de Łososina Dolna, située dans le powiat de Nowy Sącz en voïvodie de Petite-Pologne.